# Блано (Златна обала)
Блано (фр. Blanot) насеље је и општина у источном делу централне Француске у региону Бургоња, у департману Златна обала која припада префектури Бон.
По подацима из 2011. године у општини је живело 130 становника, а густина насељености је износила 7,12 становника/km². Општина се простире на површини од 18,26 km². Налази се на средњој надморској висини од 405 метара (максималној 581 m, а минималној 380 m).

## Демографија
| 1962. | 1968. | 1975. | 1982. | 1990. | 1999. | 2011. |
| ----- | ----- | ----- | ----- | ----- | ----- | ----- |
| 150   | 184   | 158   | 154   | 155   | 148   | 130   |

График промене броја становника у току последњих година